# غيلبرت كينغ
غيلبرت كينغ (بالإنجليزية: Gilbert King)‏ هو صحفي ومصور وكاتب أمريكي، ولد في 22 فبراير 1962.

## وصلات خارجية
- الموقع الرسمي